# كارل كوين
كارل كوين هو موسيقي كندي، ولد في القرن العشرين.